# Santa Margherita (Capannori)
Santa Margherita è una frazione del comune italiano di Capannori, nella provincia di Lucca, in Toscana.

## Geografia fisica
Il centro abitato è ubicato nella zona mediana del comune di Capannori. A nord confina con Antraccoli (Lucca), a ovest con Pieve di san Paolo, a est Tassignano e a sud con Carraia.

## Storia
Con tutta probabilità inizialmente il suo territorio faceva parte del vicinissimo paese di Tassignano. Nel corso del tempo la popolazione che abitava intorno alla chiesa di Santa Margherita (da cui prende nome la frazione) crebbe sempre di più, fino a istituire un’entità indipendente. 

## Monumenti e luoghi d'interesse
- Chiesa di Santa Margherita: Dà il nome all'omonima località e fu citata per la prima volta nell'anno 899.

- Centro Giovani: Si tratta di uno spazio pubblico allestito per volontà degli enti locali. Il centro è stato istituito con il preciso scopo di favorire le politiche giovanili nel territorio attraverso progetti, corsi formativi e laboratori didattici. All’interno della struttura è stata realizzata una sala prove musicale dedicata a Fabrizio De André, in cui è possibile suonare dopo aver pagato una quota annuale.[3]